# Хакан Чалханоглу
Хакан Чалханоглу (тур. Hakan Çalhanoğlu, нар. 8 лютого 1994, Мангайм) — турецький і німецький футболіст, півзахисник клубу «Інтернаціонале» та національної збірної Туреччини.

## Клубна кар'єра
Народився 8 лютого 1994 року в місті Мангайм. Починав грати у футбол в юнацьких командах з Мангайма — «Туранспор» і «Поліцай». У віці семи років він став гравцем академії «Вальдгофа». Влітку 2009 року Чалханоглу перейшов в академію «Карлсруе СК».
Завдяки своїй грі в молодіжній команді в сезоні 2011/12, він привернув увагу головного тренера першої команди Єрна Андерсена, який включив молодого футболіста в основний склад. 5 лютого 2012 року Чалханоглу дебютував за «Карлсруе» у домашньому матчі проти «Ерцгебірге» (2:1), відігравши 79 хвилин і віддавши два гольових паси. У березні 2012 року він підписав новий контракт з клубом до 30 червня 2016 року. Перед початком сезону 2012/13 Чалханоглу отримав десятий номер. 21 липня 2012 року у виїзному матчі проти «Гайденгайма» (2:2) він забив свої перші голи в професійному футболі.

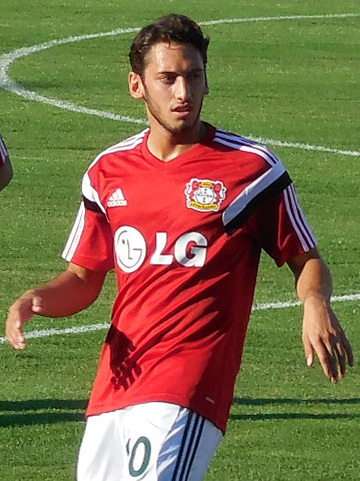
Хакан Чалханоглу під час виступів за «Баєр 04». 19 липня 2014 року.

14 серпня 2012 року Чалханоглу підписав чотирирічний контракт з представником Бундесліги «Гамбургом», але ще один рік на правах оренди мав провести за «Карлсруе». Через п'ять днів Чалханоглу у складі «Карлсруе» грав проти «Гамбурга» в першому раунді Кубку Німеччини і допоміг своїй команді домогтися перемоги (4:2), віддавши один гольовий пас. У сезоні 2012/13 він забив 17 голів у 36 матчах і, ставши четвертим бомбардиром ліги, допоміг «Карлсруе» вийти в другу Бундеслігу. Також він був визнаний найкращим гравцем сезону в третій лізі.
Перед початком сезону 2013/14 Чалханоглу перебрався в «Гамбург» і отримав дев'ятий номер. 4 серпня 2013 року в матчі першого раунду Кубка Німеччини проти «Шотта» (4:0) він дебютував за «динозаврів», вийшовши на заміну на 77-й хвилині. Через тиждень Чалханоглу дебютував у Бундеслізі в гостьовому матчі проти «Шальке 04» (3:3), вийшовши на поле в стартовому складі. 31 серпня 2013 року в домашньому матчі проти брауншвейгського «Айнтрахта» (4:0) він забив два своїх перших голи у Бундеслізі. 5 лютого 2014 року Чалханоглу продовжив контракт з «Гамбургом» до 2018 року.
Проте вже 4 липня 2014 року Чалханоглу за 14, 6 млн. євро перейшов в «Баєр 04», підписавши контракт до 2019 року. Наразі встиг відіграти за команду з Леверкузена 36 матчів в національному чемпіонаті.
4 липня 2017 року було офіційно оголошено про перехід Чалханоглу до італійського «Мілана».
22 червня 2021 року на правах вільного агента Хакан Чалханоглу перейшов до іншої міланської команди - «Інтера».

## Виступи за збірні
2010 року дебютував у складі юнацької збірної Туреччини, взяв участь у 32 іграх на юнацькому рівні, відзначившись 7 забитими голами.
Протягом 2012—2013 років залучався до складу молодіжної збірної Туреччини. У 2013 році у складі збірної Туреччини до 20 років він брав участь у чемпіонаті світу серед молодіжних команд. У матчі третього туру проти австралійців (2:1) він забив гол, який допоміг його збірній вийти в 1/8 фіналу. Однак там турки програли французам (1:4) і вилетіли з турніру. Всього на молодіжному рівні зіграв у 10 офіційних матчах, забив 1 гол.
Чалганоглу народився і виріс у Німеччині, має німецьке громадянство, тому мав можливість виступати і за національну збірну Німеччини, однак вирішив продовжувати грати і за національну збірну Туреччини. 6 вересня 2013 року Чалханоглу дебютував за першу збірну. Він вийшов на заміну на 82-й хвилині матчу відбіркового раунду чемпіонату світу 2014 року проти збірної Андорри (5:0). Наразі провів у формі головної команди країни 11 матчів, забивши 3 голи.
| Дата       | Місто      | Господарі  | Результат | Гості     | Турнір            | Голи | Примітки |
| ---------- | ---------- | ---------- | --------- | --------- | ----------------- | ---- | -------- |
| 06-09-2013 | Кайсері    | Туреччина  | 5 – 0     | Андорра   | Відбір до ЧС 2014 | -    | 82'      |
| 25-05-2014 | Дублін     | Ірландія   | 1 – 2     | Туреччина | товариський матч  | -    | 63'      |
| 29-05-2014 | Вашингтон  | Гондурас   | 0 – 2     | Туреччина | товариський матч  | -    | 46'      |
| 01-06-2014 | Гаррісон   | США        | 2 – 1     | Туреччина | товариський матч  | -    | 70'      |
| 09-09-2014 | Рейк'явік  | Ісландія   | 3 – 0     | Туреччина | Відбір до ЧЄ 2016 | -    | 76'      |
| 28-03-2015 | Амстердам  | Нідерланди | 1 – 1     | Туреччина | Відбір до ЧЄ 2016 | -    | 61'      |
| 31-03-2015 | Люксембург | Люксембург | 1 – 2     | Туреччина | товариський матч  | 1    |          |
| 08-06-2015 | Стамбул    | Туреччина  | 4 – 0     | Болгарія  | товариський матч  | 2    | 78'      |
| 12-06-2015 | Алмати     | Казахстан  | 0 – 1     | Туреччина | Відбір до ЧЄ 2016 | -    |          |
| Усього     |            | Матчів     | 9         |           | Голів             | 3    |          |

## Титули і досягнення
- Чемпіон Італії (1):

«Інтернаціонале»: 2023–24
- Володар Кубка Італії (2):

«Інтернаціонале»: 2021–22, 2022–23
- Володар Суперкубка Італії (3):

«Інтернаціонале»: 2021, 2022, 2023